# Giuseppe Di Stefano
Giuseppe Di Stefano (ur. 24 lipca 1921 w Motta Sant’Anastasia, zm. 3 marca 2008 w Santa Maria Hoè) – włoski śpiewak operowy, tenor.

## Życiorys
Giuseppe Di Stefano urodził się we wsi Motta Sant’Anastasia w Katanii jako jedyny syn szewca i krawcowej. Uczył się w seminarium jezuitów i przez krótki czas zastanawiał się nad wstąpieniem do stanu duchownego.
W 1946 zadebiutował w operze rolą kawalera Des Grieux w Manon Jules’a Masseneta, a rok później zagrał go na deskach La Scali. W 1948 przeniósł się do Metropolitan Opera, gdzie wykonywał role m.in. Radamesa w Aidzie Giuseppe Verdiego i księcia w Rigolettcie, nagrał dla radia rolę Fausta w operze Charles’a Gounoda pod tym samym tytułem. Od 1957 śpiewał także w Covent Garden Theatre, gdzie wykreował Cavaradossiego w Tosce, zaś na Festiwalu w Edynburgu zachwycił rolą Nemorina w Napoju miłosnym Gaetano Donizettiego. Zdobył „Złotego Orfeusza”, włoską muzyczną nagrodę podobną do amerykańskiego Oskara.
Di Stefano zachwycał słuchaczy swoją dykcją i wyjątkową barwą głosu. Jednak już w połowie lat 60. jego kariera była praktycznie skończona, gdyż podejmowany repertuar był zdecydowanie nieodpowiedni, za ciężki dla jego głosu (tenor liryczny). Jeszcze w 1973 di Stefano planował odbycie z Marią Callas wspólnej trasy pożegnalnej, jednak musiała być ona przerwana ze względu na złą formę obojga wykonawców.
Luciano Pavarotti wielokrotnie podkreślał, że w swojej karierze podziwiał i wiele razy wzorował się na Di Stefano, chociaż zdarzało mu się również krytykować pewne jego braki techniczne.

### Śmierć
W listopadzie 2004 Di Stefano został zaatakowany i brutalnie pobity w swoim domu w Diani Beach w Kenii, otrzymując szczególnie groźne ciosy w głowę. Przeszedł kilka operacji, jednak jego stan zdrowia nie poprawiał się. W grudniu 2007 zapadł w śpiączkę i zmarł 3 marca w swoim domu pod Mediolanem.

## Wybrane partie operowe
Oprócz wymienionych powyżej kreacji, zasłynął wykonaniem i nagraniem następujących ról:
- Edgar w Łucji z Lammermooru
- Ricardo w Balu maskowym
- Turiddu w Rycerskości wieśniaczej
- Canio w Pajacach
- Manrico w Trubadurze